# Nasa panamensis
Nasa panamensis är en brännreveväxtart som beskrevs av Weigend. Nasa panamensis ingår i släktet färgkronor, och familjen brännreveväxter. Inga underarter finns listade i Catalogue of Life.